# Беденец
 Беденец је насељено место у Републици Хрватској у Вараждинској жупанији. Административно је у саставу града Иванца. Простире се на површини од 6,95 km²

## Становништво
На попису становништва 2011. године, Беденец је имао 732 становника.
Према попису становништва из 2001. године у насељу Вугловец живело је 814 становника. који су живели у 218 породичних домаћинстава Густина насељености је 117,12 становника на km²
Кретање броја становника по пописима 1857—2001.
| година пописа  | 1857. | 1869. | 1880. | 1890. | 1900. | 1910. | 1921. | 1931. | 1948. | 1953. | 1961. | 1971. | 1981. | 1991. | 2001. |
| бр. становника | 677   | 707   | 726   | 909   | 947   | 1076. | 1054. | 1091  | 1173. | 1136  | 1013. | 943   | 933   | 874   | 814   |

## Попис1991.
На попису становништва 1991. године, насељено место Беденец је имало 874 становника, следећег националног састава:
| Попис 1991.‍  | Попис 1991.‍  | Попис 1991.‍ | Попис 1991.‍ | Попис 1991.‍ |
| ------------ | ------------ | ----------- | ----------- | ----------- |
|              |              |             |             |             |
| Хрвати       | Хрвати       |             | 848         | 97,02%      |
| Словенци     | Словенци     |             | 3           | 0,34%       |
| Немци        | Немци        |             | 1           | 0,11%       |
| Пољаци       | Пољаци       |             | 1           | 0,11%       |
| Срби         | Срби         |             | 1           | 0,11%       |
| неопредељени | неопредељени |             | 3           | 0,34%       |
| непознато    | непознато    |             | 17          | 1,94%       |
| укупно: 874  |              |             |             |             |